# هری بیلی (بازیکن فوتبال)
هری بیلی (انگلیسی: Harry Bailey; ۲ اکتبر ۱۸۷۰ – ۱۹ اکتبر ۱۹۳۰) بازیکن فوتبال اهل بریتانیا بود.
از باشگاه‌هایی که در آن بازی کرده‌است می‌توان به باشگاه فوتبال منزفیلد تاون و باشگاه فوتبال لستر سیتی اشاره کرد.